# Neufelder See
Der Neufelder See ist ein vielbesuchter Badesee und eine Tauchmöglichkeit im Großraum Wien. Er liegt ca. 50 km südlich der österreichischen Bundeshauptstadt an der Grenze zu Niederösterreich im Burgenland.

## Charakter und Geschichte

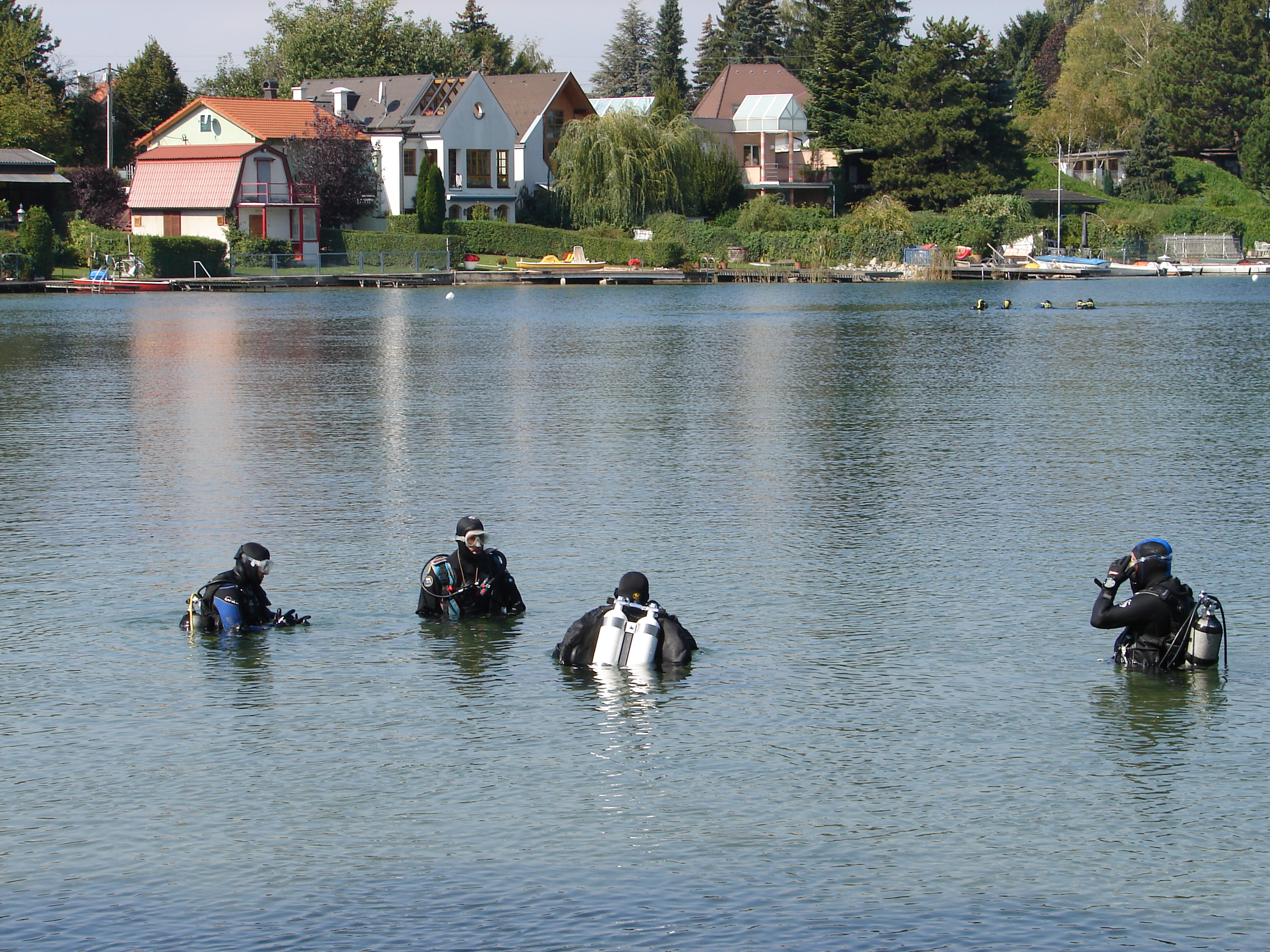
Taucher im Neufelder See

Der See entstand nicht natürlich. In den Jahren 1807 bis 1932 wurde in den Tagebauen Zillingdorf-Neufeld-Zillingtal-Pöttsching Braunkohle im Tagebau abgebaut. Nach der Einstellung des Tagebaus im Jahr 1932 wurde das Grundwasser nicht mehr abgepumpt. Innerhalb eines Jahres entstand so der See aus dem gefluteten Tagebaurestloch.
Die Gemeinde Neufeld an der Leitha betreibt ein Strandbad, der See befindet sich jedoch im Besitz der Familie Esterházy. Weiters liegt er zu etwa zwei Dritteln in der Marktgemeinde Hornstein und zu etwa einem Drittel in Neufeld an der Leitha.
Das Gewässer wird ausschließlich durch Grundwasser-Quellen (und Niederschlag) gespeist und hat einen natürlichen Abfluss, wodurch sich das Wasser automatisch reinigt und erneuert (der See schlägt sein Volumen 1,5 Mal im Jahr um). An seiner tiefsten Stelle ist der Neufelder See etwa 24 Meter tief. Im Sommer erreicht der See 24 bis 25 °C Wassertemperatur.

## Tourismus und Wirtschaft

### Wohnen am See
Um den See befinden sich Privatgrundstücke, am Südufer befindet sich das öffentliche Strandbad. Am Ostufer befindet sich der älteste und größte Mobilheimplatz des Burgenlandes, dieser bietet 855 Stellplätze, weiters gibt es eine Tages-Campinganlage auf 5000 m² mit 33 Stellplätzen.

### Sport

#### Tauchen

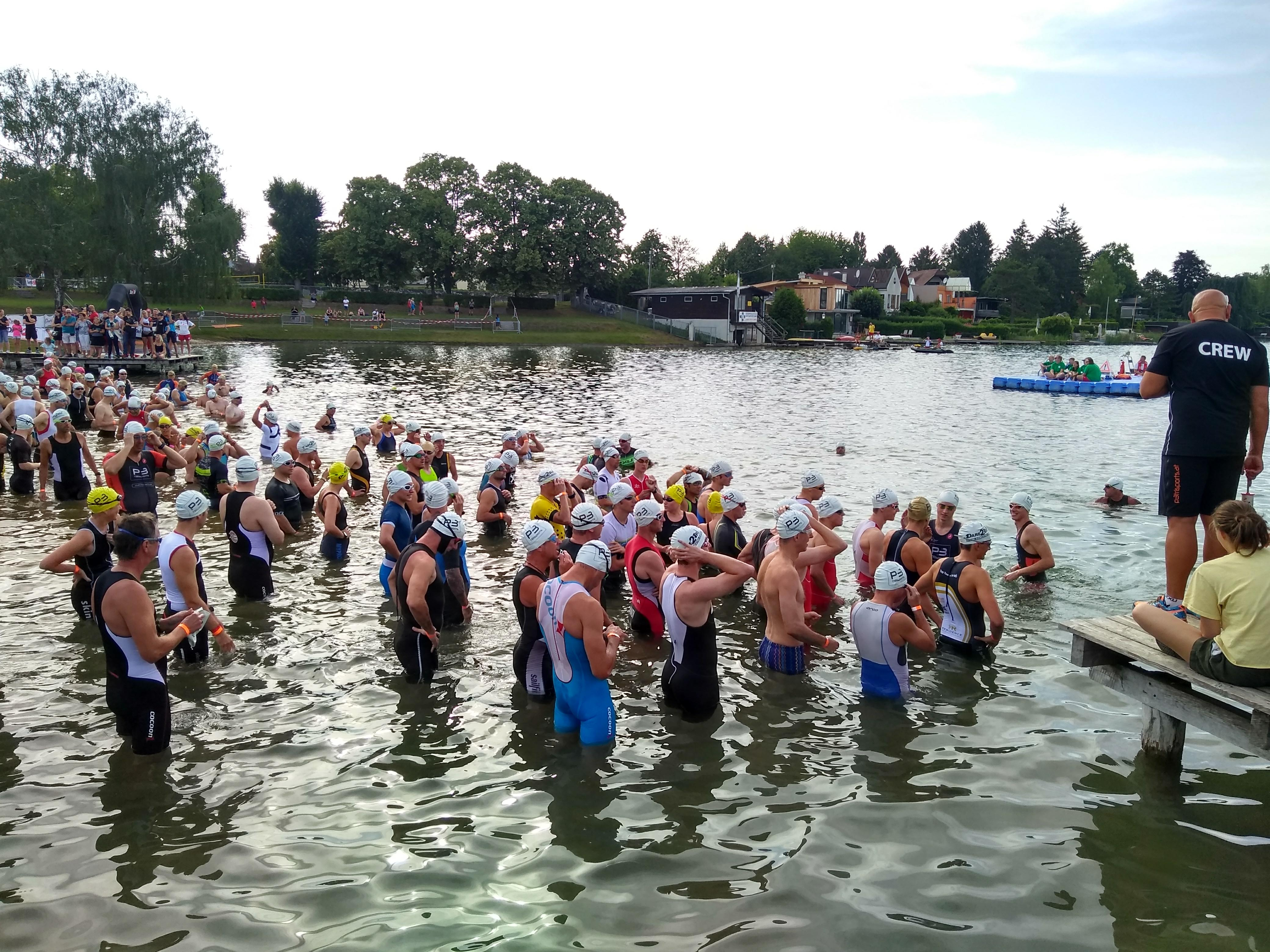
Start des Neufelder Triathlon, 2018

In der näheren Umgebung von Wien ist der Neufelder See das einzige allgemein betauchbare Gewässer. Zahlreiche Tauchschulen halten daher ihre Freiwasserlektionen an diesem See ab. Zusätzlich wird der See, besonders an schönen Wochenenden, auch von vielen Freizeittauchern besucht.
Es bestehen zwei Tauchbasen, eine im kostenpflichtigen öffentlichen Strandbad im Osten des Sees, die andere gegenüber im Westen des Sees auf dem Gelände der Naturfreunde. Die Sichtweiten unter Wasser variieren von vier bis zehn Metern bis gegen Null, abhängig von Witterungseinflüssen, Besucherzahl und der Anzahl unvorsichtiger Taucher, die Grundkontakt haben. Auch an heißen Sommertagen kann die Sicht 20 Meter vom Ufer weg gut bis sehr gut sein.
Unter Wasser sind quer durch den See Orientierungsleinen verlegt, ebenso finden sich mehrere Plattformen zwischen 5 und 20 Meter Tiefe zur Durchführung von Übungen.

#### Triathlon
Seit 1988 wird hier im Juni mit dem Neufelder Triathlon eine der ältesten österreichischen Triathlon-Sportveranstaltungen ausgetragen.

## Verkehr
Der Eingang zum Strandbad befindet sich in etwa 700 Metern Entfernung zum Bahnhof Neufeld an der Leitha (ROEE). Durch die Eisenbahn (direkte stündliche Verbindung nach Wien) und durch die regionale Buslinie 327 von Felixdorf nach Hornstein ist Erreichbarkeit mit öffentlichen Verkehrsmitteln gegeben, die nächstgelegene Busstation zum öffentlichen Seeeingang heißt „Strandbad“. Die Linien 1A und 1B der Wiener Neustädter Stadtwerke binden Neufeld im Gegensatz zu früheren Linien nur noch bis zu den Stationen Hauptplatz und Feldgasse an.
Über die A3 (Abfahrt Hornstein) ist der See auch mit dem PKW an das österreichische Autobahnnetz angebunden.